# 2015년 FIFA 여자 월드컵 예선
이 문서는 2015년 FIFA 여자 월드컵의 지역 예선에 관한 문서이다.

## 예선 그룹

### 남미 축구 연맹(CONMEBOL)
- 브라질(우승 팀),  콜롬비아(준우승 팀) 본선 직행.
- 에콰도르(3위 팀)는 북중미카리브 지역(CONCACAF) 팀과의 대륙간 플레이오프에 진출.

### 북중미카리브 축구 연맹(CONCACAF)
- 캐나다는 개최국 자격으로 자동으로 본선 진출.
- 미국(우승 팀),  코스타리카(준우승 팀),  멕시코(3위 팀) 본선 직행.
- 트리니다드 토바고(4위 팀)는 남미 지역(CONMEBOL) 팀과의 대륙간 플레이오프에 진출.

### 아시아 축구 연맹(AFC)
조선민주주의인민공화국은 2011년 FIFA 여자 월드컵에서 일어난 도핑 스캔들에 대한 FIFA의 징계 조치에 따라 참가가 금지됨.
- 일본(우승 팀),  오스트레일리아(준우승 팀),  중화인민공화국(3위 팀),  대한민국(4위 팀),  태국(5위 팀) 본선 진출.

### 아프리카 축구 연맹(CAF)
- 나이지리아(우승 팀),  카메룬(준우승 팀),  코트디부아르(3위 팀) 본선 진출.

### 오세아니아 축구 연맹(OFC)
- 뉴질랜드(우승 팀) 본선 진출.

### 유럽 축구 연맹(UEFA)
- 독일(1조 1위 팀),  스페인(2조 1위 팀),  스위스(3조 1위 팀),  스웨덴(4조 1위 팀),  노르웨이(5조 1위 팀),  잉글랜드(6조 1위 팀),  프랑스(7조 1위 팀) 본선 직행.
- 네덜란드는 플레이오프를 통해 본선 진출.

## CONCACAF-CONMEBOL 대륙간 플레이오프
대륙간 플레이오프는 북중미카리브 지역 4위 팀과 남미 지역 3위 팀이 맞붙게 된다.
| 팀 1     | 합계  | 팀 2              | 1차전 | 2차전 |
| -------- | ----- | ----------------- | ----- | ----- |
| 에콰도르 | 1 - 0 | 트리니다드 토바고 | 0 - 0 | 1 - 0 |

| 에콰도르 | 0 – 0 | 트리니다드 토바고 |
| -------- | ----- | ----------------- |
|          |       |                   |

| 트리니다드 토바고 | 0 – 1 | 에콰도르 |
| ----------------- | ----- | -------- |
|                   |       |          |

 에콰도르가 합계 1 – 0으로 본선 진출.

## 본선 진출국

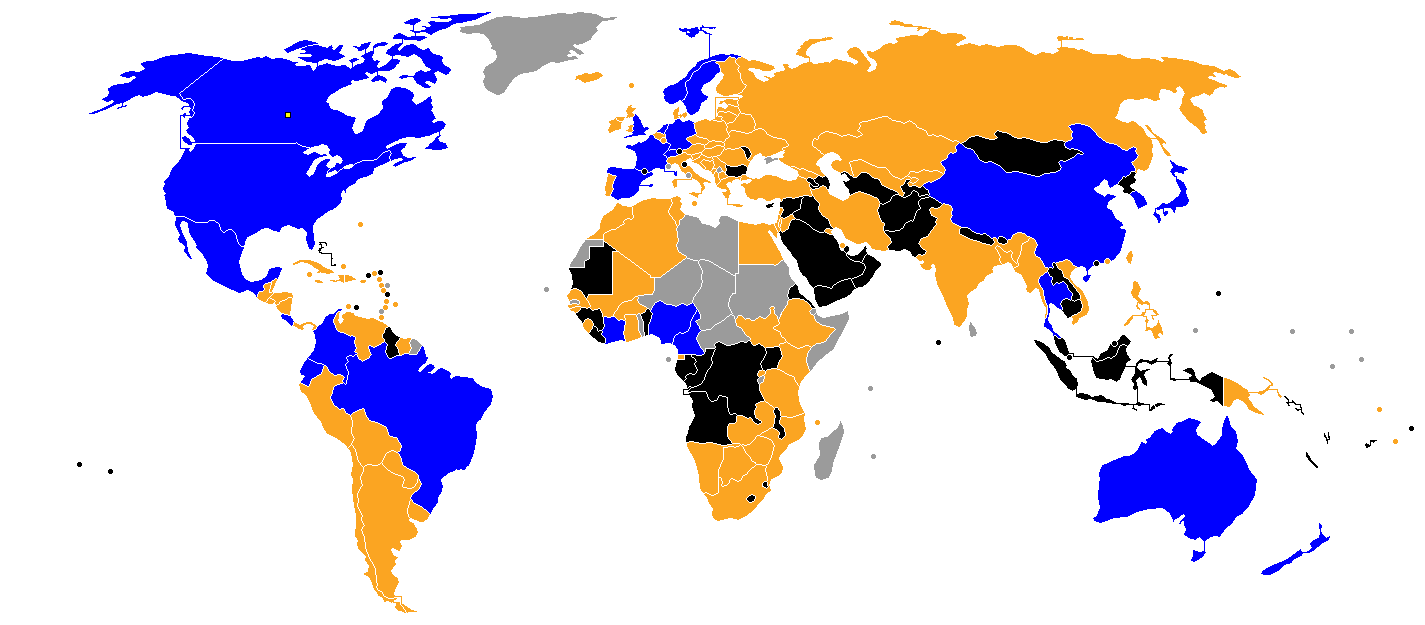
2015년 FIFA 여자 월드컵 예선

|  | 본선 진출                 |
|  | 탈락 (기권과 실격을 포함) |
|  | 불참                      |
|  | FIFA 비회원국             |

| 팀             | 본선 진출 경로                               | 본선 진출 날짜   | 본선 진출 횟수 | 연속 진출 횟수 | 마지막 진출 | 역대 최고 성적               | FIFA 여자 랭킹 |
| -------------- | -------------------------------------------- | ---------------- | -------------- | -------------- | ----------- | ---------------------------- | -------------- |
| 캐나다         | 개최국                                       | 2011년 3월 3일   | 6회            | 6회            | 2011        | 4위 (2003)                   | 8              |
| 중화인민공화국 | 2014년 AFC 여자 아시안컵 3위                 | 2014년 5월 17일  | 6회            | 1회            | 2007        | 준우승 (1999)                | 14             |
| 대한민국       | 2014년 AFC 여자 아시안컵 4위                 | 2014년 5월 17일  | 2회            | 1회            | 2003        | 조별 리그 (2003)             | 17             |
| 일본           | 2014년 AFC 여자 아시안컵 우승                | 2014년 5월 18일  | 7회            | 7회            | 2011        | 우승 (2011)                  | 3              |
| 오스트레일리아 | 2014년 AFC 여자 아시안컵 준우승              | 2014년 5월 18일  | 6회            | 6회            | 2011        | 8강 (2007)                   | 10             |
| 태국           | 2014년 AFC 여자 아시안컵 5위                 | 2014년 5월 21일  | 1회            | 1회            | 첫 출전     | 첫 출전                      | 30             |
| 스위스         | 유럽 지역 예선 3조 1위                       | 2014년 6월 15일  | 1회            | 1회            | 첫 출전     | 첫 출전                      | 18             |
| 잉글랜드       | 유럽 지역 예선 6조 1위                       | 2014년 8월 21일  | 4회            | 3회            | 2011        | 8강 (1995, 2007, 2011)       | 7              |
| 노르웨이       | 유럽 지역 예선 5조 1위                       | 2014년 9월 13일  | 7회            | 7회            | 2011        | 우승 (1995)                  | 9              |
| 독일           | 유럽 지역 예선 1조 1위                       | 2014년 9월 13일  | 7회            | 7회            | 2011        | 우승 (2003, 2007)            | 2              |
| 스페인         | 유럽 지역 예선 2조 1위                       | 2014년 9월 13일  | 1회            | 1회            | 첫 출전     | 첫 출전                      | 16             |
| 프랑스         | 유럽 지역 예선 7조 1위                       | 2014년 9월 13일  | 3회            | 2회            | 2011        | 4위 (2011)                   | 4              |
| 스웨덴         | 유럽 지역 예선 4조 1위                       | 2014년 9월 17일  | 7회            | 7회            | 2011        | 준우승 (2003)                | 5              |
| 브라질         | 2014년 코파 아메리카 페메니나 우승           | 2014년 9월 26일  | 7회            | 7회            | 2011        | 준우승 (2007)                | 6              |
| 콜롬비아       | 2014년 코파 아메리카 페메니나 준우승         | 2014년 9월 28일  | 2회            | 2회            | 2011        | 조별 리그 (2011)             | 31             |
| 나이지리아     | 2014년 아프리카 여자 축구 선수권 대회 우승   | 2014년 10월 22일 | 7회            | 7회            | 2011        | 8강 (1999)                   | 35             |
| 카메룬         | 2014년 아프리카 여자 축구 선수권 대회 준우승 | 2014년 10월 22일 | 1회            | 1회            | 첫 출전     | 첫 출전                      | 51             |
| 코스타리카     | 2014년 CONCACAF 여자 축구 선수권 대회 준우승 | 2014년 10월 24일 | 1회            | 1회            | 첫 출전     | 첫 출전                      | 40             |
| 미국           | 2014년 CONCACAF 여자 축구 선수권 대회 우승   | 2014년 10월 24일 | 7회            | 7회            | 2011        | 우승 (1991, 1999)            | 1              |
| 코트디부아르   | 2014년 아프리카 여자 축구 선수권 대회 3위    | 2014년 10월 25일 | 1회            | 1회            | 첫 출전     | 첫 출전                      | 64             |
| 멕시코         | 2014년 CONCACAF 여자 축구 선수권 대회 3위    | 2014년 10월 26일 | 3회            | 2회            | 2011        | 조별 리그 (1999, 2011)       | 25             |
| 뉴질랜드       | 2014년 OFC 여자 네이션스컵 우승              | 2014년 10월 29일 | 4회            | 3회            | 2011        | 조별 리그 (1991, 2007, 2011) | 19             |
| 네덜란드       | 유럽 지역 예선 플레이오프 승자               | 2014년 11월 27일 | 1회            | 1회            | 첫 출전     | 첫 출전                      | 15             |
| 에콰도르       | CONCACAF-CONMEBOL 대륙간 플레이오프 승자     | 2014년 12월 2일  | 1회            | 1회            | 첫 출전     | 첫 출전                      | 49             |